# Kim Min-jo
Kim Min-jo is een Zuid-Koreaans langebaanschaatsster. Kim is de familienaam (achternaam), naar Aziatisch gebruik staat deze vooraan. Onder deze naam komt Kim Min-jo ook uit op wedstrijden. In 2016 haalde ze een zilveren medaille op de Wereldkampioenschappen schaatsen junioren 2016 op de 500 meter. In 2017 mocht ze starten op de WK Sprint, maar besloot ze niet mee te doen, en bleef haar startpositie leeg. In 2018 kwam Kim uit op de WK Sprint.

## Records

### Persoonlijke records[1]
| Afstand    | Tijd    | Datum             | Baan           |
| ---------- | ------- | ----------------- | -------------- |
| 500 meter  | 39,12   | 20 januari 2018   | Erfurt         |
| 1000 meter | 1.18,30 | 22 september 2017 | Calgary        |
| 1500 meter | 2.08,80 | 3 oktober 2015    | Salt Lake City |
| 3000 meter | 4.46,36 | 29 januari 2014   | Seoul          |

Bijgewerkt tot 3 maart 2018

## Resultaten
| Jaar | WK Sprint                | WK Junioren |
| ---- | ------------------------ | ----------- |
| 2016 |                          | 500m        |
|      |                          |             |
| 2018 | 14e (13e, 17e, 12e, 16e) |             |

(#, #, #, #) = afstandspositie op sprinttoernooi (500m, 1000m, 500m, 1000m).